# 中村秋季乃
中村 秋季乃（なかむら あきの、1994年10月1日 - ）は、テレビ北海道 (TVh) のアナウンサー。福岡県出身。

## 人物・来歴
福岡県立筑紫丘高等学校、神戸大学発達科学部卒業。関西アナウンススクール出身。NHK熊本放送局で報道記者として就職後、テレビ西日本でリポーター
を経て、2022年1月にテレビ北海道入社。大学時代はラクロス部（2016年度主将）で、ラクロス2級審判員所持。
poroco 2022年7月号（えいれんしゃ刊）にて雑誌出演。

## 現在の担当番組
- 5時ナビ TVh道新ニュース（基本的に火曜日、2022年1月25日 - ） - ニュースキャスター[1][3]
- スイッチン!（2022年2月12日 - 不定期） - リポーター[1][10]
- コンサにアシスト!(2022年6月24日 - ) - ナレーター[11]
  - コンサに超絶アシスト!!(月1回特番、2022年6月28日 - ) - ナレーター[12]

## 過去の出演番組
- FNNプライムニュース α（フジテレビ、2018年12月12日）[13]トライアルQuick大野城店取材
- イット!(フジテレビ、2021年5月12日[14])2020年東京オリンピック - 聖火リレーレポーター
- 選挙ナビ TVh道新開票速報（テレビ北海道、2022年7月10日。池上彰の総選挙ライブ内） - 開票キャスター[15][6]

## 関連人物
- 深澤朝香 - （元テレビ北海道アナウンサー） - 入社年度は異なるが、実質同年入社、趣味が日韓のテレビドラマ鑑賞という共通点がある。
- 筒井あずみ（元福岡放送）[6] - NHKで初任地が九州にある放送局の勤務経験がある共通項、関西アナウンススクール所属（2022年7月時点）
- 福永裕梨(北海道テレビ放送アナウンサー) - 関西アナウンススクール出身、最終学歴神戸大学